# شیپوچانو
شیپوچانو (به بلغاری: Shipochano) روستایی در بلغارستان است که در شهرستان کیوستندیل واقع شده‌است.